# Cantorův paradox
Cantorův paradox je poznatek publikovaný Georgem Cantorem roku 1899, který spolu s dalšími výsledky podobného typu (označovanými jako antinomie nebo paradoxy naivní teorie množin) vedl ke krizi klasické naivní teorie množin a jejímu následnému nahrazení axiomatickým systémem.

## Podstata paradoxu
Uvažujme o množině {\displaystyle \mathbb {V} \,\!} všech množin. Podle Cantorovy věty má množina všech jejích podmnožin (její potenční množina) {\displaystyle \mathbb {P} (\mathbb {V} )\,\!} větší mohutnost než samotná {\displaystyle \mathbb {V} \,\!}. Proto nemůže existovat prosté zobrazení {\displaystyle \mathbb {P} (\mathbb {V} )\,\!} do {\displaystyle \mathbb {V} \,\!}, ovšem takovým zobrazením je například identické zobrazení - což je spor.

## Řešení paradoxu
V době publikování nebyla Cantorovu paradoxu přikládána příliš velká váha s tím, že se odehrává na příliš velkých množinách (množina všech podmnožin množiny všech množin). Proto se také vžilo označení paradox, ačkoliv ve skutečnosti se jednalo o spor v klasické definici množiny jako „souboru objektů (prvků) vymezených pomocí operace náležení“.
Teprve později, společně s dalšími „paradoxy“, z nichž jako nejdůležitější se ukázal Russellův paradox, vedl tento výsledek ke kompletnímu přepracování základů teorie množin na axiomatickém základě - vizte Zermelova–Fraenkelova teorie množin.
V axiomatické teorii množin žádným způsobem nelze zkonstruovat výše uvedenou množinu {\displaystyle \mathbb {V} \,\!} - soubor všech množin není množina, ale vlastní třída, a o její potenční množině tedy nemá ve světě teorie množin vůbec smysl mluvit.